# Bjarne Stroustrup
Bjarne Stroustrup (pronuncia: /bʝɑˈnø stɻɤuˈstɻɵp/; Århus, 30 dicembre 1950) è un programmatore e informatico danese, noto per aver inventato il linguaggio C++.
Già capo del dipartimento di ricerca sulla programmazione su larga scala dei Bell Labs di AT&T e direttore della divisione tecnologica di Morgan Stanley, dal 2022 è professore di informatica all'Università Columbia.

## Biografia

### Studi
Stroustrup nacque a Aarhus in Danimarca da una famiglia della classe operaia, e frequentò la scuola cittadina.
Dal 1969 al 1975, frequentò l'Università di Aarhus, dove conseguì una laurea magistrale in matematica e informatica. Interessato particolarmente alla microprogrammazione e alle architetture informatiche, imparò le basi della programmazione a oggetti da colui che la inventò, Kristen Nygaard, che spesso visitava Aarhus.
Nel 1979 ricevette il dottorato in informatica dall'Università di Cambridge,, sotto la supervisione di David Wheeler. La sua tesi riguardava la comunicazione nei sistemi di calcolo distribuito.

### Carriera
Nel 1979, Stroustrup ha iniziato la sua carriera come membro dello staff tecnico del Computer Science Research Center dei Bell Labs di Murray Hill, New Jersey, USA. Lì ha iniziato a lavorare sul C++ e sulle tecniche di programmazione. Stroustrup è stato a capo del centro di ricerca sulla programmazione su larga scala (Large-scale Programming) dei Bell Labs di AT&T, dalla sua creazione fino alla fine del 2002. Nel 1993 è stato nominato Fellow dei Bell Labs e nel 1996 Fellow di AT&T.
Dal 2002 al 2014, Stroustrup fu il professore presidente del College of Engineering in informatica della Texas A&M University. Dal 2011, fu nominato Illustre professore (Distinguished Professor) dell'Università.
Da gennaio 2014 all'aprile 2022, Stroustrup fu fellow tecnico e direttore della divisione tecnologica di Morgan Stanley a New York City e professore ospite in informatica all'Università Columbia.
Dal 2022, Stroustrup è professore di informatica all'Università Columbia.

## C++
Stroustrup è il creatore del C++, per il quale ha scritto le definizioni iniziali e prodotto la prima implementazione; ha scelto e formulato il criterio di progettazione di tale linguaggio come responsabile per l'elaborazione delle estensioni proposte nel comitato di standardizzazione.
Stroustrup ha inoltre scritto quello che molti considerano il testo standard di introduzione al linguaggio, "The C++ Programming Language" (titolo italiano: "C++ Linguaggio, libreria standard, principi di programmazione", ISBN 88-7192-078-3), giunto alla quarta edizione. Il testo è stato rivisto tre volte per adattarsi all'evoluzione del linguaggio e al lavoro del comitato di standardizzazione del C++. La versione più recente risale al 2011 ed è contenuta nel documento ISO/IEC 14882-2011.